# Omorgus texanus
Omorgus texanus es una especie de escarabajo del género Omorgus, familia Trogidae. Fue descrita científicamente por LeConte en 1854.
Esta especie se encuentra en Texas, también en México (Nuevo León y Tamaulipas).